# Kanton Plateau du Haut-Velay granitique
Plateau du Haut-Velay granitique is een kanton van het Franse departement Haute-Loire. Het kanton maakt deel uit van de arrondissementen Le Puy-en-Velay (14), Brioude (11) en Yssingeaux (1).

In 2019 telde het 9.460 inwoners.

Het kanton werd gevormd ingevolge het decreet van 17 februari 2014 met uitwerking op 22 maart 2015, met Craponne-sur-Arzon als hoofdplaats.

## Gemeenten
Het kanton omvat alle gemeenten van de opgeheven kantons Craponne-sur-Arzon en La Chaise-Dieu, naast gemeenten uit de opgeheven kantons Allègre en Vorey en een gemeente uit het kanton Bas-en-Basset, samen de 26 volgende: 
- Allègre
- Beaune-sur-Arzon
- Berbezit
- Bonneval
- La Chaise-Dieu
- La Chapelle-Bertin
- La Chapelle-Geneste
- Chomelix
- Cistrières
- Connangles
- Craponne-sur-Arzon
- Félines
- Jullianges
- Laval-sur-Doulon
- Malvières
- Monlet
- Roche-en-Régnier
- Saint-Georges-Lagricol
- Saint-Jean-d'Aubrigoux
- Saint-Julien-d'Ance
- Saint-Pal-de-Chalencon
- Saint-Pal-de-Senouire
- Saint-Pierre-du-Champ
- Saint-Victor-sur-Arlanc
- Sembadel
- Varennes-Saint-Honorat